# VinFast
VinFast es un fabricante de automóviles y motocicletas vietnamita, entidad subordinada del conglomerado privado vietnamita Vingroup. El nombre VinFast es el acrónimo de:
- Việt Nam (‘Vietnam’)
- Phong cách (‘elegante’ —Ph=F—)
- An toàn (‘seguridad’)
- Sáng tạo (‘creatividad’)
- Tiên phong (‘pionero’)

VinFast y es el único fabricante nacional de origen vietnamita. Fue fundada en 2017 bajo la dirección del Pham Nhat Vuong, propietario de VinGroup, un conglomerado inmobiliario privado.
VinFast inauguró su filial en la ciudad alemana de Frankfurt y completó los últimos trámites para abrir otras dos en Shanghái (China) y Seúl (Corea del Sur).
La casa de diseño Pininfarina ayudará a diseñar los primeros modelos, después de haber concurrido dos decenas de ideas por la atención de VinFast. Alemania concedió la licencia para el establecimiento de la sociedad con responsabilidad limitada VinFast GmbH, especializada en la compraventa, distribución de piezas de repuestos, accesorios y otros materiales para el sector automovilístico.
En diciembre de 2018, Vingroup, una empresa de VinFast, compró el 51 % de BQ, una empresa electrónica de España, y la ha sumado a su sede de empresas, convirtiéndola en otra fábrica más de automóviles VinFast.
Ya se encuentra en construcción una planta en Hải Phòng que costará de 1000 a 1500 millones de dólares; podrá estar produciendo coches en septiembre de 2019 o a las puertas de 2020.
VinFast ha cooperado con socios alemanes como BMW, Siemens, Bosch y Eisenmann para completar las líneas de fabricación y su presencia en Alemania, China y Corea del Sur le permitirá estudiar las necesidades de los consumidores para elevar las exportaciones.
Esta empresa exhibirá sus primeros modelos de sedán y SUV en la Exposición de Automóviles de París en octubre próximo, antes de presentarlos oficialmente a los clientes domésticos.
Vinfast anunció la inversión de 2000 millones de dólares para la construcción de hasta 150 000 autos por año y la creación de miles de puestos de trabajo en 800 hectáreas del llamado Triángulo de la Innovación en Raleigh, Carolina del Norte. La marca vietnamita construirá baterías, coches y autobuses además de atraer proveedores.
Hacia 2023, Vingroup poseía más de 300 marcas registradas y Vinfast cerca de 80 patentes y diseños industriales. Cerca de 30 de dichas marcas están registradas también fuera de Vietnam de manera internacional.

## Galería de modelo de autos Vinfast
|                                                                |
| El modelo de Vinfast Lux A2.0 se basa en el BMW Serie 5 (F10). |

|                                                            |
| El modelo de Vinfast Lux SA2.0 se basa en el BMW X5 (F15). |

|                         |
| VinFast Fadil red back. |